# بون بون (قصة)
«بون بون» (بالإنجليزية: Bon-Bon)‏ هي قصة قصيرة كوميدية كتبها إدغار ألان بو، نشرت لأول مرة في ديسمبر 1832 في فيلادلفيا ساترداي كوريير. وتروي قصة رجل يدعى بيير بون بون، الذي يعتبر نفسه فيلسوفا عميقا، ولقائه مع الشيطان. وتستند الفكاهة في القصة على التبادل اللفظي بين الاثنين، وبشكل يسخر من الفلاسفة الكلاسيكيين بمن فيهم أفلاطون وأرسطو. ويقول الشيطان انه أكل أرواح كثير من هؤلاء الفلاسفة.
قدم بو هذه القصة في الأصل باسم «الصفقة المفقودة» (بالإنجليزية: The Bargain Lost)‏ لمسابقة في الكتابة. رغم أن أيا من القصص الخمس التي قدمت لم تفز بالجائزة، فقد قامت الجريدة بطبعها كلها، وربما دون أن تدفع لبو عن تلك القصة. وتختلف نسخة المسابقة عن الإصدارات اللاحقة، والتي نشرها بو باسم «بون بون» في عام 1835. تلقت القصة لاحقا استحسانا متوسطا.